# Mukařov (ort i Tjeckien, lat 49,99, long 14,74)
Mukařov är en ort i Tjeckien.   Den ligger i regionen Mellersta Böhmen, i den centrala delen av landet, 25 km öster om huvudstaden Prag. Mukařov ligger 432 meter över havet och antalet invånare är 1 297.
Terrängen runt Mukařov är platt åt nordväst, men åt sydost är den kuperad. Runt Mukařov är det ganska tätbefolkat, med 58 invånare per kvadratkilometer. Närmaste större samhälle är Říčany, 6,2 km väster om Mukařov. I omgivningarna runt Mukařov växer i huvudsak blandskog.